# بیماری لگ کالو پرتس
بیماری لِگ کالو پرتس (به انگلیسی: Legg–Calvé–Perthes syndrome) نوعی استئوکندریت مفصل ران است که به دلیل قطع خون‌رسانی به سر استخوان ران، این استخوان دچار آواسکولار نکروز می‌شود. این عارضه موجب درجاتی از بدشکلی و کلاپس سر استخوان ران (کوکسا پلانا) و مشکلات مفصلی می‌شود.

## بیماری‌زایی
بیماری در پسر بچه‌ها شایع‌تر است و عدم درمان به موقع عوارض زیادی را در بزرگسالی به دنبال دارد. بیمار درد ناحیه لگن و ران و محدودیت حرکات مفصلی دارد و گاه راه رفتن دردناک است. بیماری سیری تدریجی دارد.

## تشخیص و درمان
تشخیص با رادیوگرافی و در صورت نیاز اسکن استخوان و MRI است. درمان در جهت کاهش فشار بر مفصل است و ترکشن، فیزیوتراپی، بریس، استراحت، شنا و فیکساتور خارجی گاه بکار می‌روند. به‌ندرت جراحی ضروری است.